# Lijst van afleveringen van Cybill
Dit is een lijst van afleveringen van de Amerikaanse televisieserie Cybill.

## Afleveringen

### Seizoen 1
| Afl.nr. | Afleveringen                                            | Originele uitzenddatum |
| ------- | ------------------------------------------------------- | ---------------------- |
| 1.01    | Virgin, Mother, Crone                                   | 2 januari 1995         |
| 1.02    | How Can I Call You My Ex-Husbands If You Won't Go Away? | 9 januari 1995         |
| 1.03    | As The World Turns to Crap                              | 16 januari 1995        |
| 1.04    | Look Who's Stalking                                     | 23 januari 1995        |
| 1.05    | Starting on the Wrong Foot                              | 6 februari 1995        |
| 1.06    | Call Me Irresponsible                                   | 13 februari 1995       |
| 1.07    | See Jeff Jump, Jump, Jeff, Jump!                        | 20 februari 1995       |
| 1.08    | The Curse of Zoey                                       | 27 februari 1995       |
| 1.09    | The Replacements                                        | 13 maart 1995          |
| 1.10    | Death and Execs                                         | 20 maart 1995          |
| 1.11    | The Last Temptation of Cybill                           | 10 april 1995          |
| 1.12    | The Big Sleep-Over                                      | 8 mei 1995             |
| 1.13    | The Cheese Stands Alone                                 | 15 mei 1995            |

### Seizoen 2
| Afl.nr. | Afleveringen                         | Originele uitzenddatum |
| ------- | ------------------------------------ | ---------------------- |
| 2.01    | Cybill Discovers the Meaning of Life | 17 september 1995      |
| 2.02    | Zing!                                | 24 september 1995      |
| 2.03    | Since I Lost My Baby                 | 1 oktober 1995         |
| 2.04    | Cybill with an 'S'                   | 8 oktober 1995         |
| 2.05    | Cybill's Fifteen Minutes             | 15 oktober 1995        |
| 2.06    | Nice Work If You Can Get It          | 22 oktober 1995        |
| 2.07    | To Sir, with Lust                    | 24 september 1995      |
| 2.08    | They Shoot Turkeys, Don't They?      | 19 november 1995       |
| 2.09    | Local Hero                           | 26 september 1995      |
| 2.10    | The Odd Couples                      | 3 december 1995        |
| 2.11    | Mourning Has Broken                  | 17 december 1995       |
| 2.12    | The Big Apple Can Bite Me            | 7 januari 1996         |
| 2.13    | Educating Zoey                       | 14 januari 1996        |
| 2.14    | Where's Zoey?                        | 4 februari 1996        |
| 2.15    | Lowenstein's Lament                  | 11 februari 1996       |
| 2.16    | A Who's Who for What's His Name      | 18 februari 1996       |
| 2.17    | Wedding Bell Blues                   | 25 februari 1996       |
| 2.18    | Romancing the Crone                  | 10 maart 1996          |
| 2.19    | An Officer and a Thespian            | 17 maart 1996          |
| 2.20    | Virgin, Mother, Cheater              | 22 april 1996          |
| 2.21    | When You're Hot, You're Hot          | 29 april 1996          |
| 2.22    | Pal Zoey                             | 6 mei 1996             |
| 2.23    | Three Women and a Dummy              | 13 mei 1996            |
| 2.24    | Going Out with a Bang                | 20 mei 1996            |

### Seizoen 3
| Afl.nr. | Afleveringen                    | Originele uitzenddatum |
| ------- | ------------------------------- | ---------------------- |
| 3.01    | Bringing Home the Bacon         | 16 september 1996      |
| 3.02    | Venice or Bust                  | 23 september 1996      |
| 3.03    | Cybill and Maryann Go to Japan  | 30 september 1996      |
| 3.04    | It's for You, Mrs. Lincoln      | 7 oktober 1996         |
| 3.05    | Cybill, Get Your Gun            | 14 oktober 1996        |
| 3.06    | Cybill Does Diary               | 21 oktober 1996        |
| 3.07    | Sex, Drugs and Catholicism      | 4 november 1996        |
| 3.08    | Going to Hell in a Limo: Part 1 | 11 november 1996       |
| 3.09    | Going to Hell in a Limo: Part 2 | 18 november 1996       |
| 3.10    | Buffalo Gals                    | 15 november 1996       |
| 3.11    | A Hell of a Christmas           | 9 december 1996        |
| 3.12    | The Little Drummer Girls        | 16 december 1996       |
| 3.13    | Bachelor Party                  | 6 januari 1997         |
| 3.14    | Little Bo Peep                  | 20 januari 1997        |
| 3.15    | In Her Dreams                   | 3 februari 1997        |
| 3.16    | Valentine's Day                 | 10 februari 1997       |
| 3.17    | Kiss Me, You Fool               | 17 februari 1997       |
| 3.18    | True Confessions                | 24 februari 1997       |
| 3.19    | Name That Tune                  | 3 maart 1997           |
| 3.20    | From Boca, with Love            | 10 maart 1997          |
| 3.21    | All of Me                       | 7 april 1997           |
| 3.22    | The Wedding                     | 21 april 1997          |
| 3.23    | The Piano                       | 28 april 1997          |
| 3.24    | There Was an Old Woman          | 5 mei 1997             |
| 3.25    | Mother's Day                    | 12 mei 1997            |
| 3.26    | Let's Stalk                     | 19 mei 1997            |

### Seizoen 4
| Afl.nr. | Afleveringen                         | Originele uitzenddatum |
| ------- | ------------------------------------ | ---------------------- |
| 4.01    | Regarding Henry                      | 15 september 1997      |
| 4.02    | The Love of Her Life                 | 22 september 1997      |
| 4.03    | The Big, Flouncy Thing               | 29 september 1997      |
| 4.04    | Some Like It Hot                     | 6 oktober 1997         |
| 4.05    | Like Family                          | 13 oktober 1997        |
| 4.06    | Earthquake                           | 20 oktober 1997        |
| 4.07    | Halloween                            | 27 oktober 1997        |
| 4.08    | Where's a Harpoon When You Need One? | 3 november 1997        |
| 4.09    | How to Get a Head in Show Business   | 10 november 1997       |
| 4.10    | Grandbaby                            | 17 november 1997       |
| 4.11    | The Golden Years                     | 1 december 1997        |
| 4.12    | Show Me the Minnie                   | 8 december 1997        |
| 4.13    | Bakersfield                          | 4 maart 1998           |
| 4.14    | Once, Twice, Three Times a Lady      | 11 maart 1998          |
| 4.15    | Cybill Sheridan's Day Off            | 18 maart 1998          |
| 4.16    | Fine Is Not a Feeling                | 25 maart 1998          |
| 4.17    | Oh Brother!                          | 1 april 1998           |
| 4.18    | Whose Wife Am I, Anyway?             | 8 april 1998           |
| 4.19    | Dream Date                           | 8 juni 1998            |
| 4.20    | Farewell, My Sweet                   | 15 juni 1998           |
| 4.21    | Daddy                                | 22 juni 1998           |
| 4.22    | Don Gianni                           | 29 juni 1998           |
| 4.23    | Cybill in the Morning                | 6 juli 1998            |
| 4.24    | Ka-Boom!                             | 13 juli 1998           |